# Laurent Kavakure
Laurent Kavakure (* 5. Januar 1959) ist ein burundischer Diplomat und Politiker, der als burundischer Außenminister von November 2011 bis Mai 2015 diente. Kavakure war von 2006 bis 2010 burundischer Botschafter in Belgien. Geboren wurde er in Tangara in der Provinz Ngozi.
Am 18. Mai 2015 wurde er von seinem Amt als Außenminister enthoben, kurz nachdem es einem gescheiterten Putschversuch während der burundischen Unruhen 2015 gab.
Diese begannen, nachdem Präsident Pierre Nkurunziza erklärt hatte, dass er ein drittes Mal für ein Amt kandidieren wolle. Beobachter gaben an, dass seine Entlassung darauf zurückzuführen sein könnte, dass Kavakure andere Staaten nicht davon überzeugt hat, die Präsidentschaftswahlen 2015 zu unterstützen.
Im Jahr 2012 besuchte Laurent Kavakure den Landtag von Baden-Württemberg im Rahmen der Partnerschaft zwischen Burundi und Baden-Württemberg. Hier beschloss Friedlinde Gurr-Hirsch, stellvertretende Vorsitzende der CDU-Landtagsfraktion, neue Kooperationen mit Burundi einzugehen, um die Gesundheit, Bildung, Ausbildung, Landwirtschaft und Forst zu fördern. Deshalb stockte Baden-Württemberg das Kapital der Stiftung Entwicklungs-Zusammenarbeit um fünf Millionen Euro auf.